# Saint-Dionisy
Saint-Dionisy (okzitanisch: Sent Dionisi) ist eine französische Gemeinde mit 1.071 Einwohnern (Stand: 1. Januar 2022) im Département Gard in der Region Okzitanien. Sie gehört zum Arrondissement Nîmes und zum Kanton Saint-Gilles. Die Einwohner werden Saint-Dionizyens genannt.

## Geografie
Saint-Dionisy liegt etwa zehn Kilometer westsüdwestlich von Nîmes und etwa 35 Kilometer nordöstlich von Montpellier. Umgeben wird Saint-Dionisy von den Nachbargemeinden Clarensac im Norden, Langlade im Osten, Nages-et-Solorgues im Süden, Calvisson im Westen sowie Saint-Côme-et-Maruéjols im Nordwesten.

## Bevölkerungsentwicklung
| Jahr                       | 1962 | 1968 | 1975 | 1982 | 1990 | 1999 | 2006 | 2020 |
| -------------------------- | ---- | ---- | ---- | ---- | ---- | ---- | ---- | ---- |
| Einwohner                  | 191  | 160  | 216  | 370  | 401  | 633  | 818  | 1073 |
| Quellen: Cassini und INSEE |      |      |      |      |      |      |      |      |

## Sehenswürdigkeiten
- Oppidum von Roque de Viou, keltischer Siedlungsplatz der Eisenzeit (um 380 vor Christus)

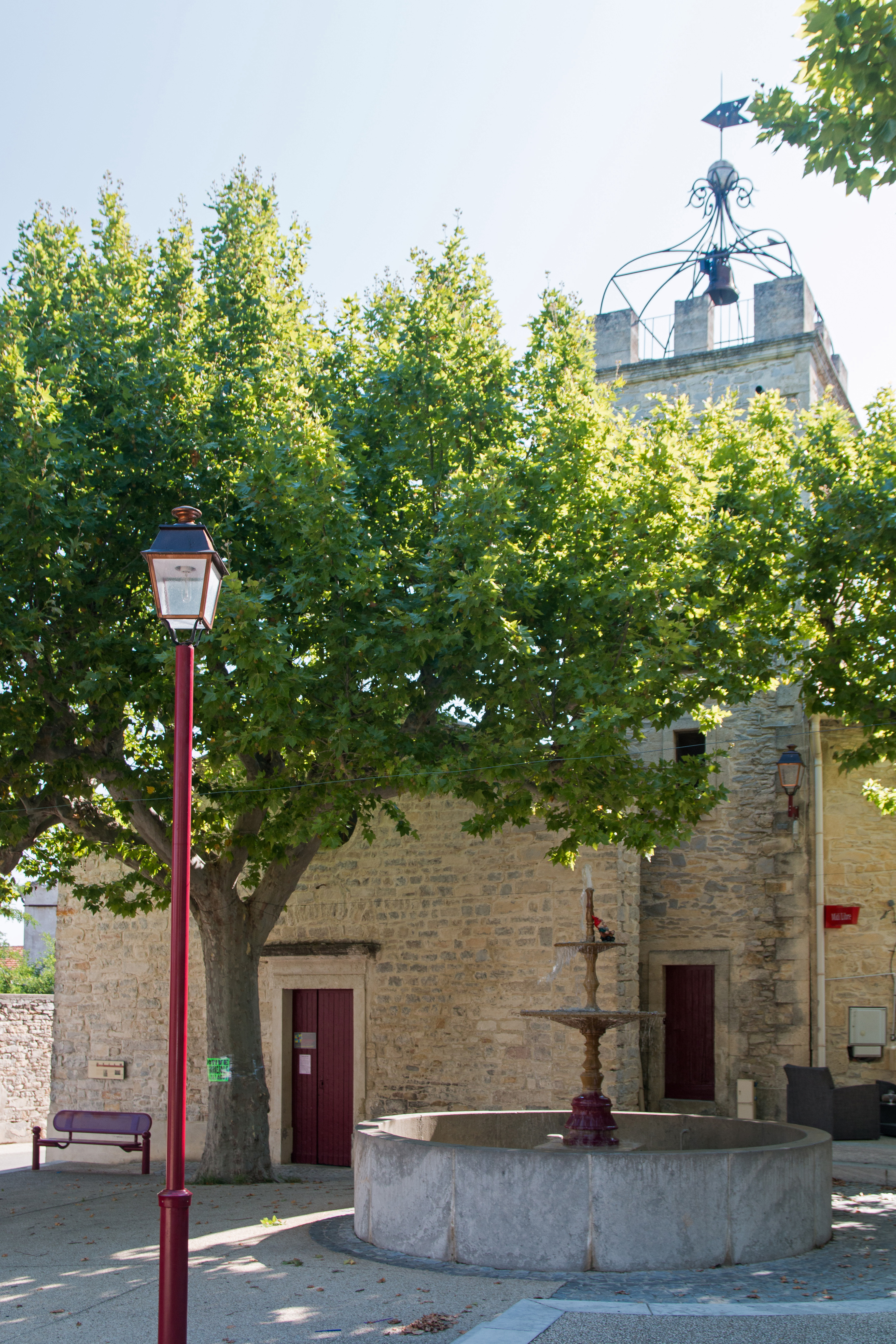
Protestantische Kirche
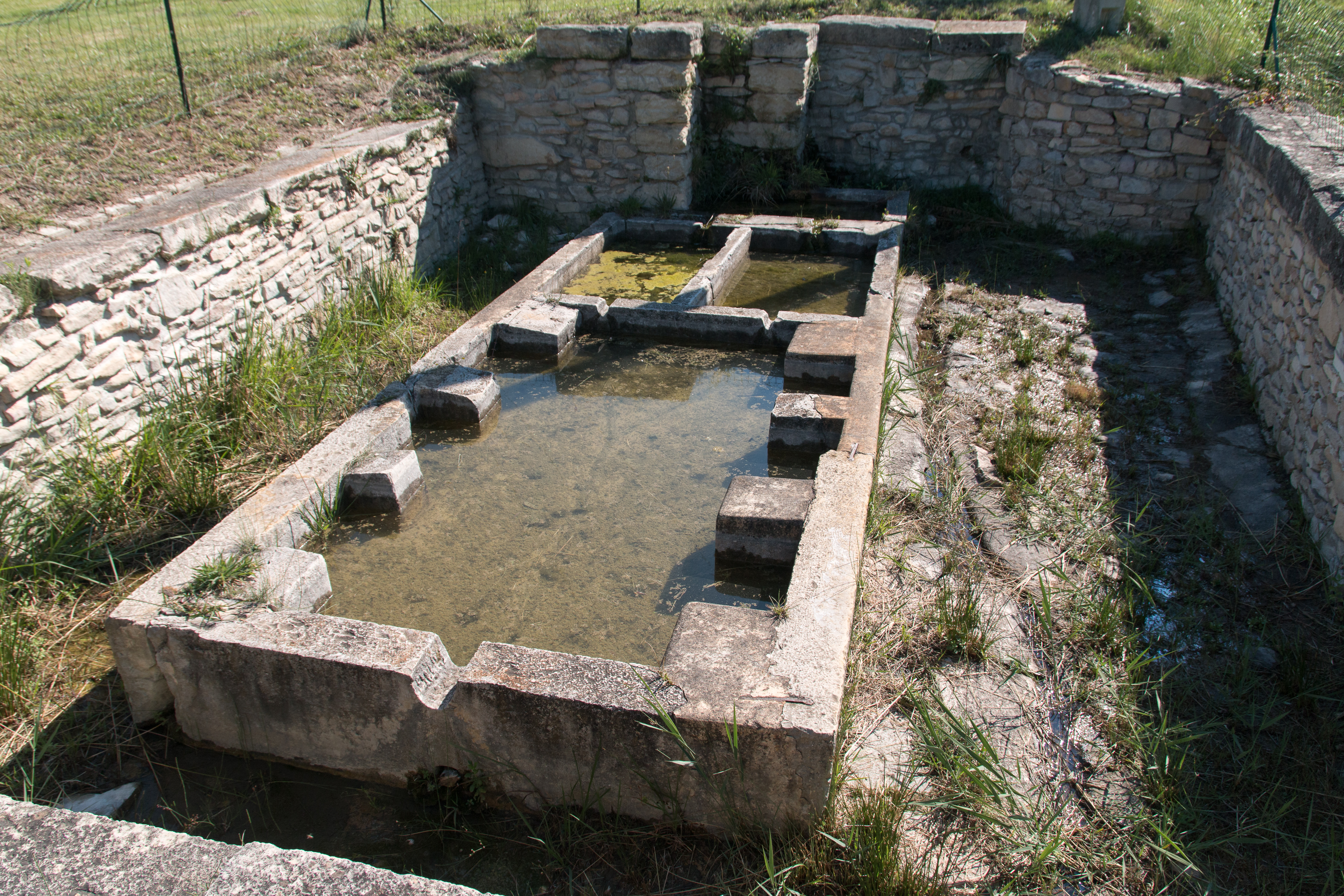
Ehemaliger öffentlicher Waschplatz
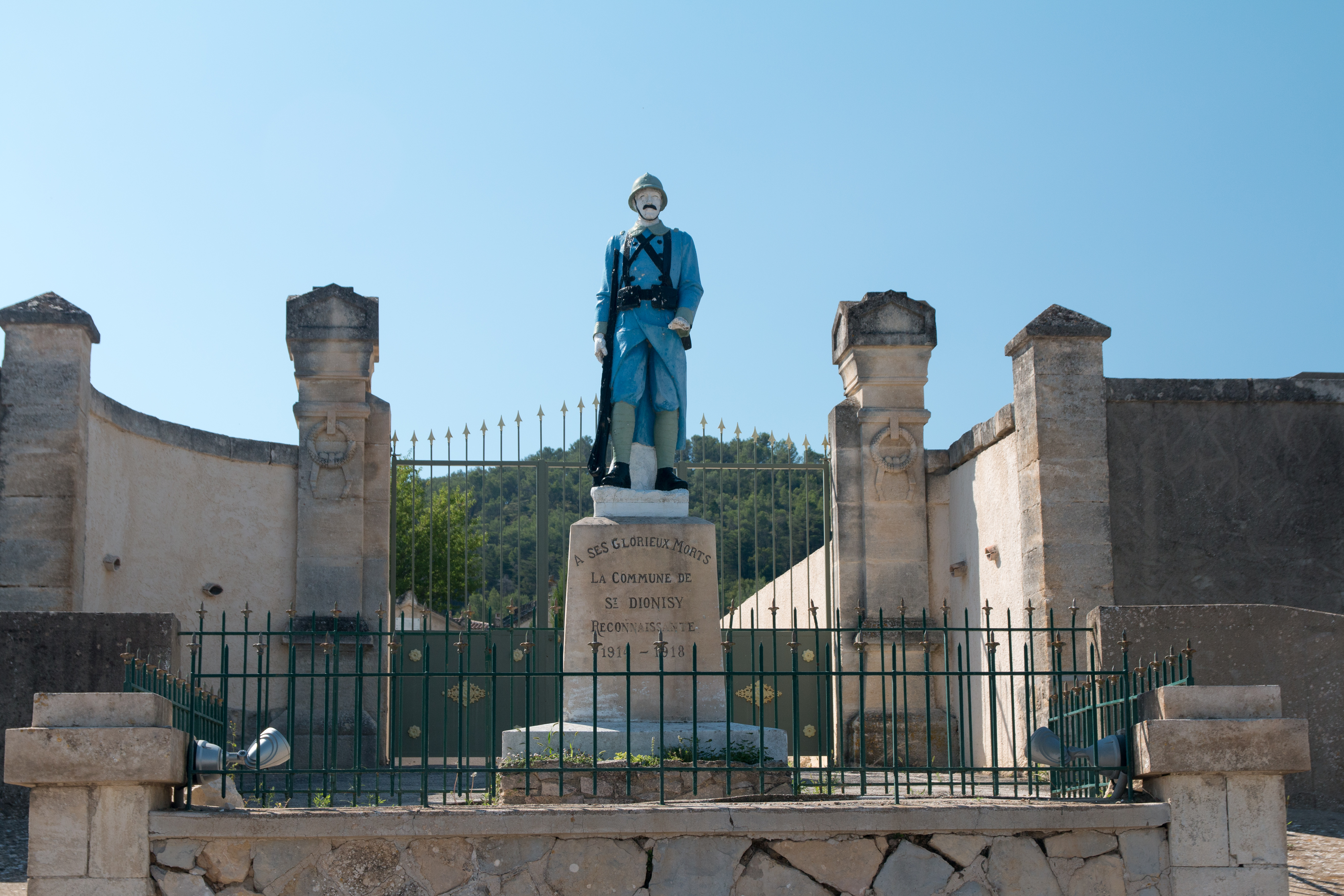
Gefallenendenkmal
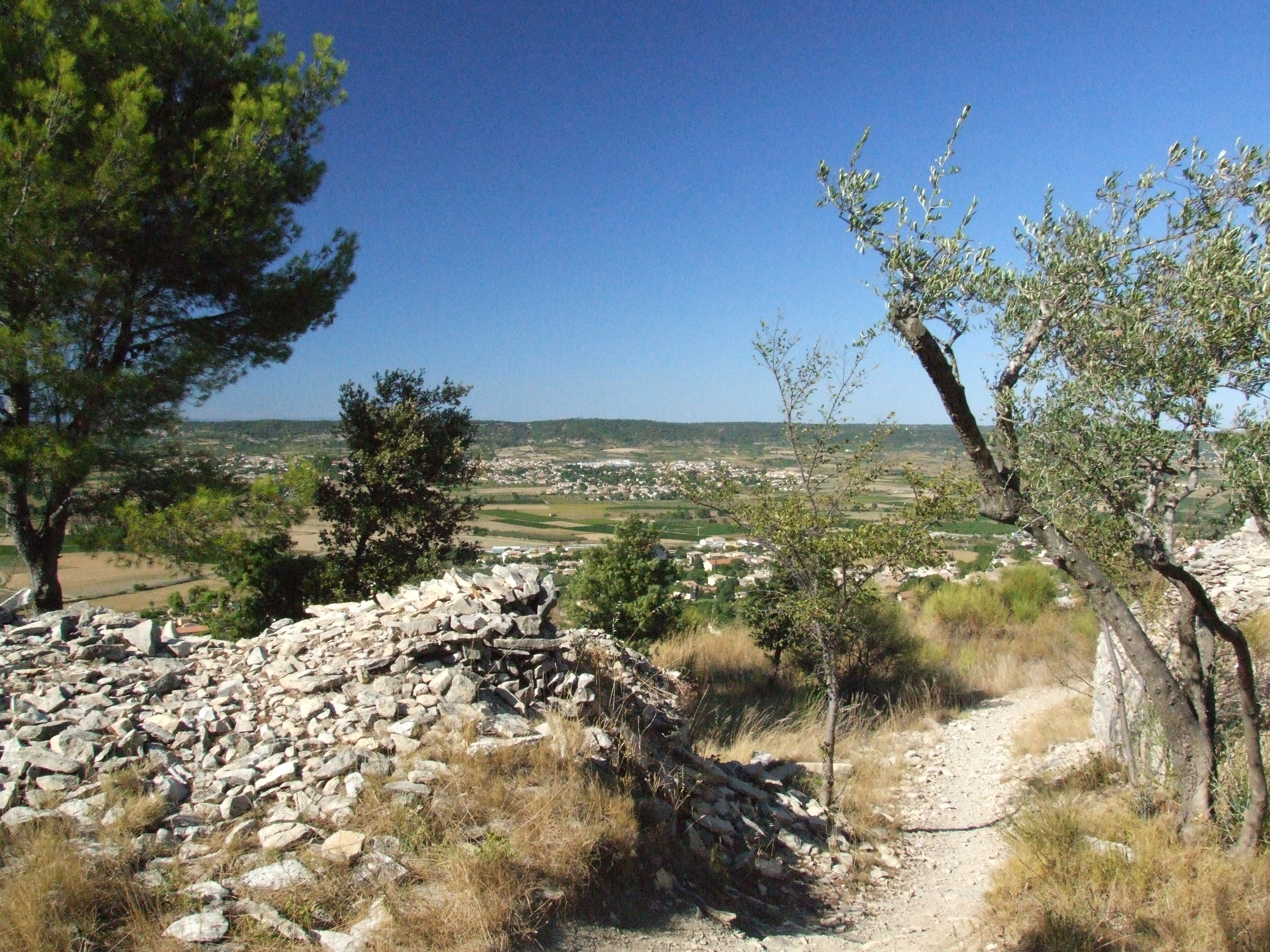
Oppidum Roque de Viou

- Protestantische Kirche
- Ehemaliger öffentlicher Waschplatz
- Gefallenendenkmal
- Oppidum Roque de Viou